# 2015年北印度洋气旋季时间轴
2015年北印度洋氣旋季活跃度低于平均水平，但造成的丧生人数创下2010年气旋季后新高。厄尔尼诺现象限制孟加拉灣的热带天气活动，但阿拉伯海本季形成的熱帶氣旋数超过均值。6月7日成型的阿索巴是本季首场风暴，11月10日梅格消散，为气旋季划上句点。
全季共形成12个低气压，其中九个强化成强低气压，四个达到气旋风暴标准，两个最高达超级气旋风暴强度。气旋风暴阿索巴六月上旬在阿曼东部和阿拉伯联合酋长国引发重大洪灾；下旬第ARB02号强低气压又在古吉拉特邦安雷利县触发90年来最严重的洪灾，造成80人死亡，估计经济损失165亿印度盧比。七月末至八月初，气旋风暴科门缓慢行经印度东北部、孟加拉国、缅甸并降下瓢泼大雨，导致187至280人遇难。11月上旬，本季最强风暴极强气旋风暴查帕拉成为有纪录以来第一个在也门产生飓风强度狂风的热带气旋。也门南部多地48小时降下610毫米雨量，相当于七倍年均雨量。查帕拉在也门、索马里邦特兰造成大面积破坏仅数天后，极强气旋风暴梅格更令当地雪上加霜，是也门索科特拉岛史上破坏最大的热带气旋，夺走岛上18条人命。BOB03号强低气压是本季最后的风暴，11月上旬在印度南部引发严重洪灾，造成至少71人丧生。
位于新德里的印度气象局负责监控北印度洋热带气旋，是该洋面區域專責氣象中心。该机构为阿拉伯海形成的热带气旋编号时添加前缀“ARB”，孟加拉湾成型的热带气旋编号增加“BOB”，陆地上空形成的热带气旋增加“LAND”。美国聯合颱風警報中心不是区域专责气象中心，但也会针对北印度洋热带气旋发布公告，为阿拉伯海热带气旋编号时采用后缀“A”，孟加拉湾采用“B”。印度气象局热带气旋等级采用三分钟最大持续风速，联合台风警报中心采用一分钟持续风速并以萨菲尔-辛普森飓风风力等级衡量风暴强度。
2015年北印度洋气旋季时间轴记载全季所有热带或亚热带气旋形成、增强、减弱、登陆，转变成溫帶氣旋及消散的具体信息，还包括气旋季期间没有发布的信息，如飓风季过后重新分析并回顾各风暴时的更新，包括最大持续风速、位置、距离在内的所有数字均四舍五入成整数。同时为方便起见，以下所有时间如无特别说明均指协调世界时。

## 时间轴

### 六月
6月6日

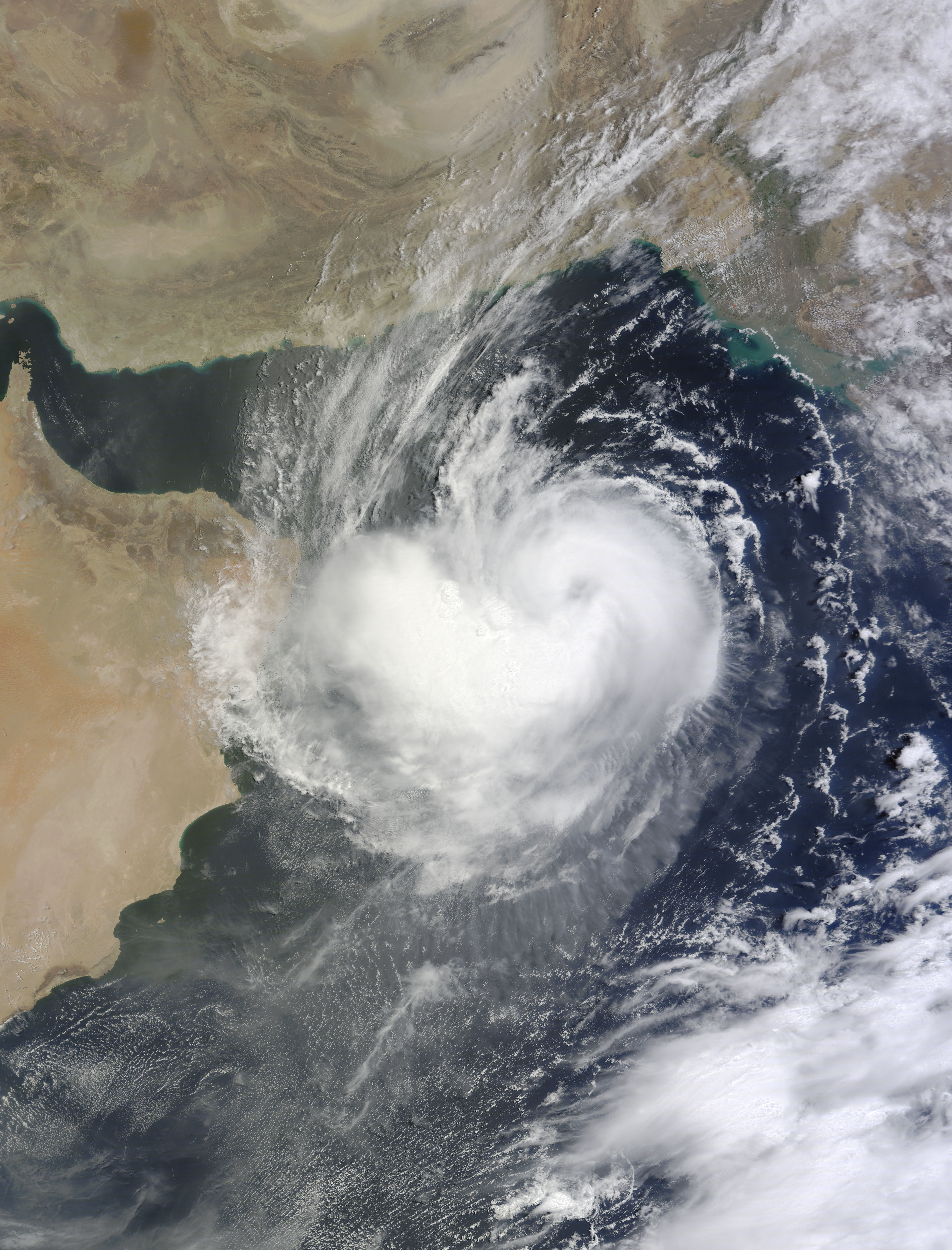
6月9日阿拉伯海上空的气旋风暴阿索巴

- 06:00，13°06′N 68°30′E / 13.1°N 68.5°E：联合台风警报中心宣布印度拉克沙群島西北约475公里的低气压区形成第01A号热带低气压[12]。

6月7日
- 03:00，14°30′N 68°30′E / 14.5°N 68.5°E：印度气象局把果阿邦以西约580公里的第01A号热带低气压归类为ARB01号低气压[13]。
- 06:00，15°42′N 68°30′E / 15.7°N 68.5°E：联合台风警报中心宣布果阿邦以西约575公里的第01A号热带低气压升级热带风暴[12]。

6月8日
- 00:00，17°30′N 67°30′E / 17.5°N 67.5°E：印度气象局称古吉拉特邦博尔本德尔以西约510公里的ARB01号低气压升为强低气压[13]。
- 03:00，17°54′N 67°12′E / 17.9°N 67.2°E：印度气象局把博尔本德尔以西约490公里的ARB01号强低气压升级气旋风暴并以“阿索巴”命名[13]。

6月9日
- 18:00，21°12′N 62°30′E / 21.2°N 62.5°E：印度气象局宣布阿曼马斯喀特东南约510公里的气旋风暴阿索巴达到最高强度，三分钟持续风速每小时85公里[13]。
- 18:00，21°00′N 62°42′E / 21.0°N 62.7°E：联合台风警报中心称马斯喀特东南约540公里的热带风暴阿索巴达到一分钟持续风速每小时105公里最高强度[12]。

6月11日
- 18:00，20°48′N 59°42′E / 20.8°N 59.7°E：印度气象局把马斯喀特东南约340公里的气旋风暴阿索巴降级强低气压[13]。

6月12日

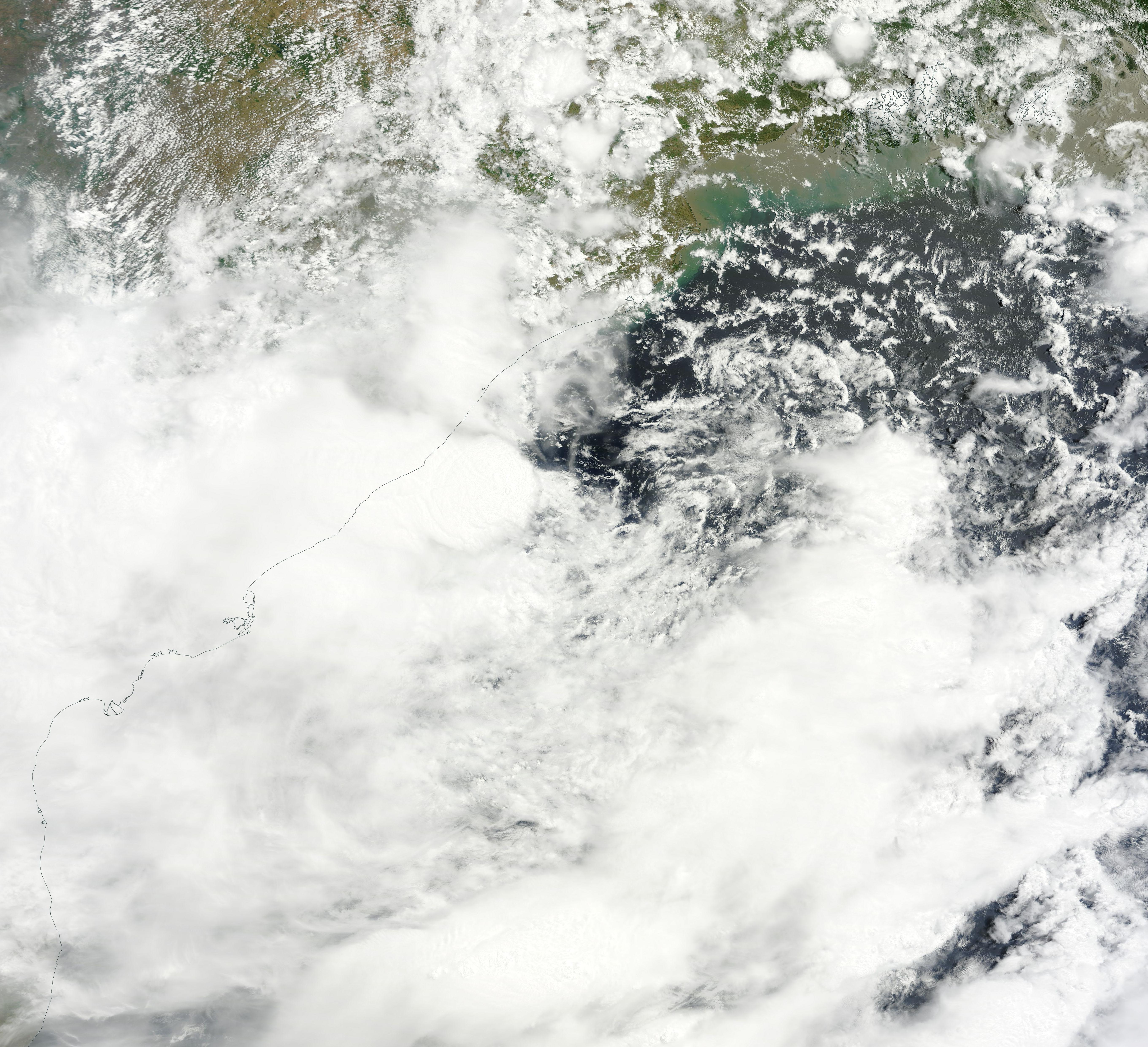
BOB01号低气压6月20日登陆奥里萨邦海岸

- 00:00，20°48′N 59°30′E / 20.8°N 59.5°E：印度气象局称强低气压阿索巴在马斯喀特东南约335公里减弱成低气压[13]。
- 06:00，20°42′N 59°48′E / 20.7°N 59.8°E：联合台风警报中心宣布马斯喀特东南约355公里的热带风暴阿索巴消退成热带低气压并很快消散[12]。
- 12:00，20°48′N 59°30′E / 20.8°N 59.5°E：印度气象局称低气压阿索巴在马斯喀特东南约335公里瓦解成低气压区[13]。

6月20日
- 03:00，18°00′N 86°00′E / 18.0°N 86.0°E：印度气象局称奥里萨邦布巴内什瓦尔以南约250公里形成BOB01号低气压，同时达到三分钟持续风速每小时45公里的最高强度[13]。
- 20:00至21:00，19°42′N 85°00′E / 19.7°N 85.0°E：印度气象局称BOB01号低气压以三分钟持续风速每小时45公里强度登陆奥里萨邦戈巴尔布尔至普里沿海[13]。

6月22日
- 00:00，21°00′N 84°30′E / 21.0°N 84.5°E：印度气象局称BOB01号低气压在印度奥里萨邦、贾坎德邦、恰蒂斯加尔邦上空消退成低气压区[13]。
- 03:00，20°00′N 67°00′E / 20.0°N 67.0°E：印度气象局宣布博尔本德尔西南约330公里形成ARB02号低气压[13]。

6月23日

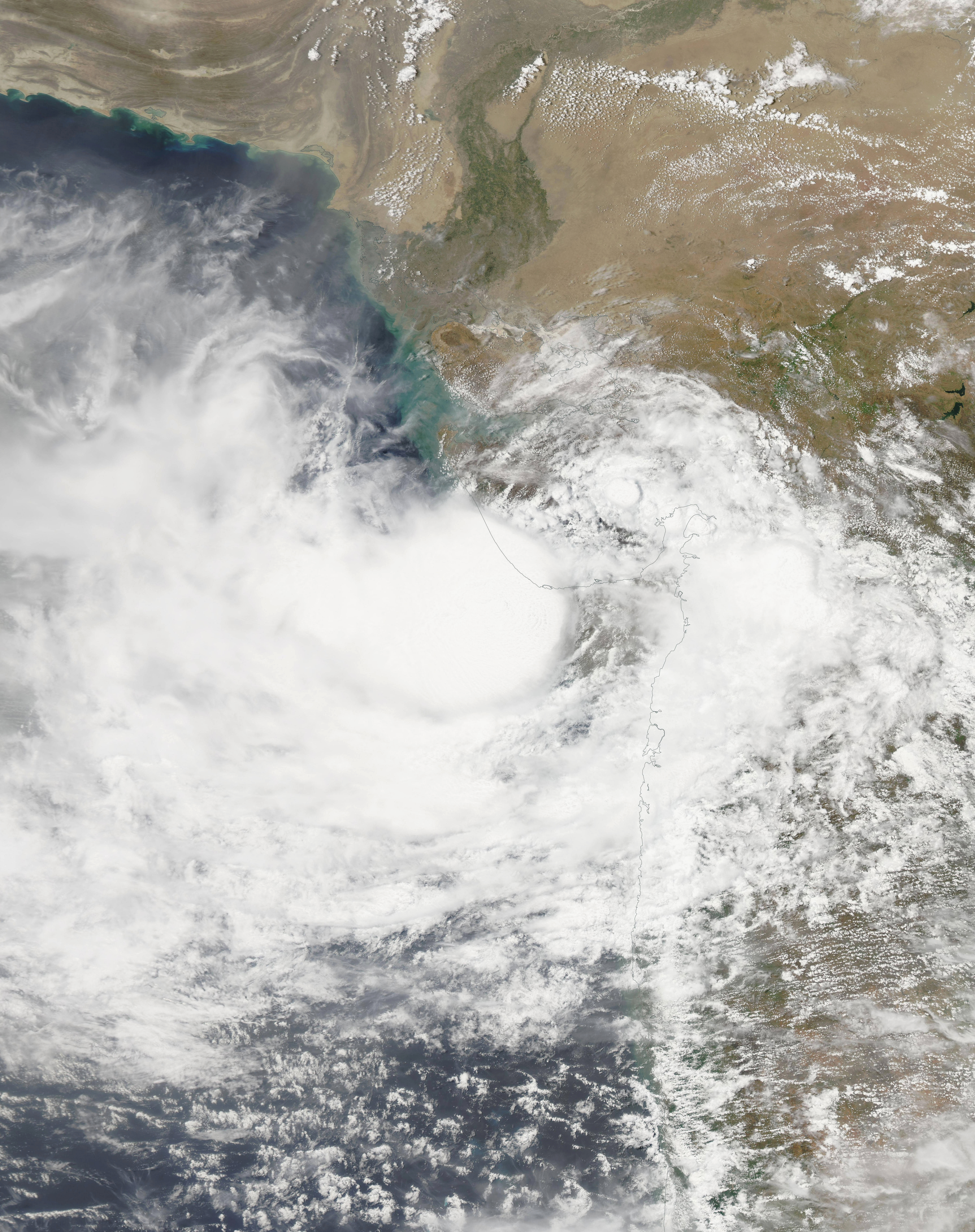
6月23日第乌附近即将登陆的ARB02号强低气压

- 03:00，20°30′N 70°30′E / 20.5°N 70.5°E：印度气象局把第乌西南约50公里的ARB02号低气压升级强低气压，宣布气旋达到三分钟持续风速每小时55公里最高强度[13]。
- 09:00至10:00，21°00′N 71°18′E / 21.0°N 71.3°E：印度气象局称ARB02号强低气压以三分钟持续风速每小时55公里强度登陆第乌附近[13]。

6月24日
- 12:00，23°30′N 74°00′E / 23.5°N 74.0°E：印度气象局称ARB02号强低气压在拉贾斯坦邦烏代浦以南约125公里降级低气压[13]。

6月25日
- 00:00，26°00′N 76°00′E / 26.0°N 76.0°E：印度气象局宣布ARB02号低气压在中央邦西北上空消退成低气压区[13]。

### 七月
7月10日
- 03:00，23°06′N 85°06′E / 23.1°N 85.1°E：印度气象局宣布贾坎德邦上空形成LAND01号低气压，同时达到三分钟持续风速每小时45公里最高强度[13]。

7月12日

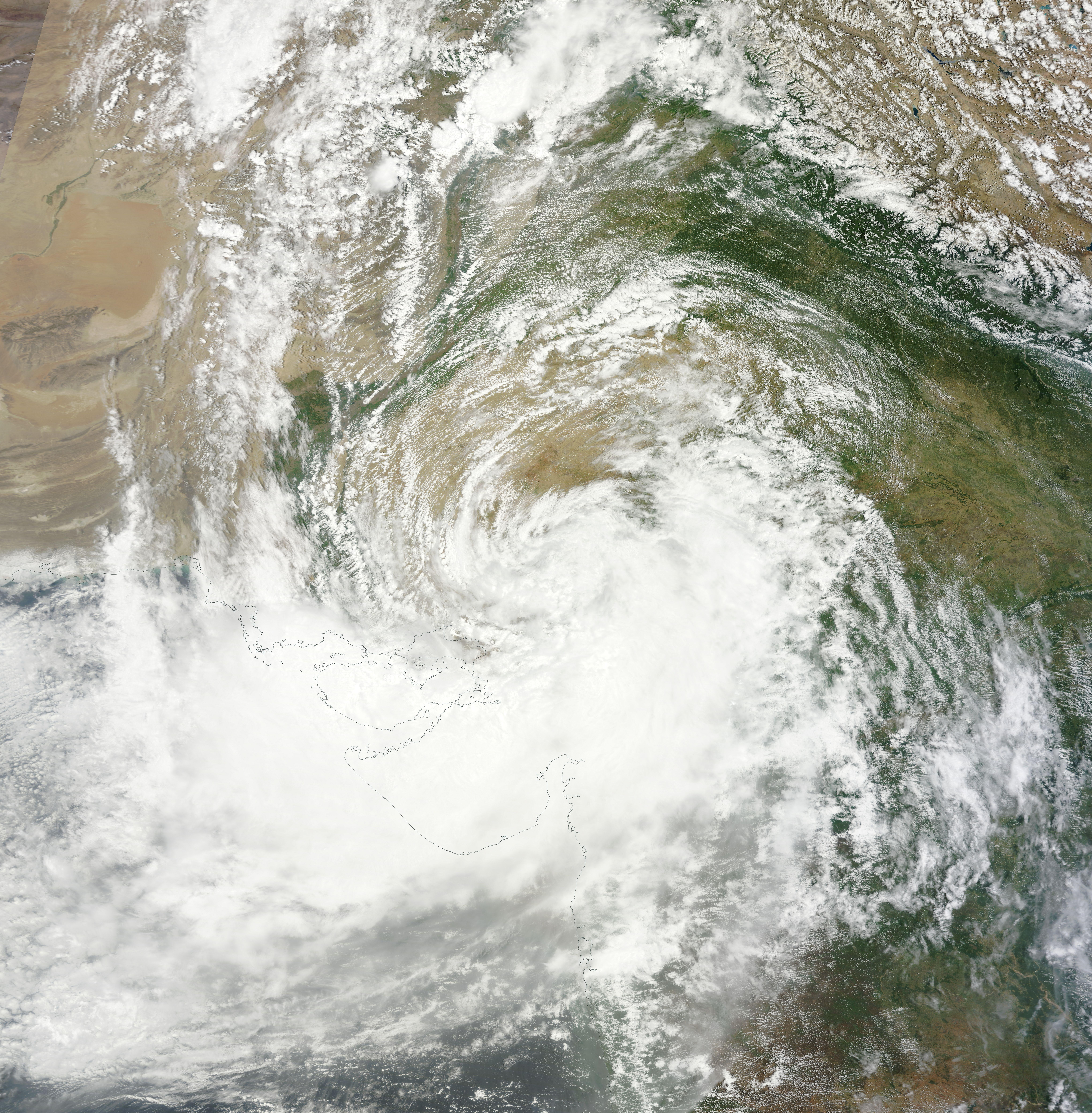
7月28日拉贾斯坦邦上空的LAND02号低气压

- 12:00，28°30′N 77°18′E / 28.5°N 77.3°E：印度气象局称LAND01号低气压在北方邦西北与相邻的哈里亚纳邦上空瓦解成低气压区[13]。

7月26日
- 00:00，22°00′N 90°48′E / 22.0°N 90.8°E：印度气象局称孟加拉国吉大港市以西约110公里形成BOB02号低气压[13]。

7月27日
- 12:00，26°12′N 71°48′E / 26.2°N 71.8°E：印度气象局称拉贾斯坦邦与相邻的古吉拉特邦上空形成LAND02号低气压[13]。

7月28日
- 03:00，24°48′N 71°48′E / 24.8°N 71.8°E：印度气象局称LAND02在焦特布尔西南约205公里升为强低气压，同时达到三分钟持续风速每小时55公里最高强度[13]。
- 06:00，20°42′N 90°48′E / 20.7°N 90.8°E：联合台风警报中心宣布孟加拉国科克斯巴扎爾西南约145公里形成第02B号热带低气压[14]。

7月29日
- 00:00，21°00′N 91°00′E / 21.0°N 91.0°E：印度气象局把科克斯巴扎爾西南约110公里的BOB02号低气压升级强低气压[13]。
- 00:00，21°00′N 91°12′E / 21.0°N 91.2°E：联合台风警报中心宣布科克斯巴扎爾西南约95公里的第02B号热带低气压升级热带风暴[14]。
- 00:00，26°30′N 72°30′E / 26.5°N 72.5°E：印度气象局称焦特布尔西北约60公里的LAND02号强低气压减弱成低气压[13]。
- 18:00，21°36′N 91°24′E / 21.6°N 91.4°E：印度气象局把科克斯巴扎爾以西约60公里的BOB02号强低气压升级气旋风暴并起名“科门”[13]。

7月30日
- 00:00，21°36′N 91°30′E / 21.6°N 91.5°E：联合台风警报中心宣布热带风暴科门在科克斯巴扎爾以西约50公里达到一分钟持续风速每小时75公里最高强度[14]。
- 03:00，28°42′N 73°24′E / 28.7°N 73.4°E：印度气象局称LAND02号低气压在拉贾斯坦邦西部上空瓦解成低气压区[13]。
- 06:00，22°12′N 91°24′E / 22.2°N 91.4°E：印度气象局宣布气旋风暴科门达到三分钟持续风速每小时75公里最高强度[13]。
- 14:00至15:00，22°24′N 91°24′E / 22.4°N 91.4°E：印度气象局称气旋风暴科门以三分钟持续风速每小时65公里强度从吉大港市以西约45公里登陆[13]。
- 21:00，23°00′N 91°00′E / 23.0°N 91.0°E：印度气象局宣布气旋风暴科门在特里普拉邦阿加尔塔拉以南约40公里降级强低气压[13]。

7月31日
- 00:00，23°00′N 90°54′E / 23.0°N 90.9°E：联合台风警报中心宣布热带风暴科门在阿加尔塔拉以南约105公里降级热带低气压并消散[14]。
- 12:00，23°06′N 89°30′E / 23.1°N 89.5°E：印度气象局称强低气压科门在孟加拉国达卡西南约125公里消退成低气压[13]。

### 八月
8月2日

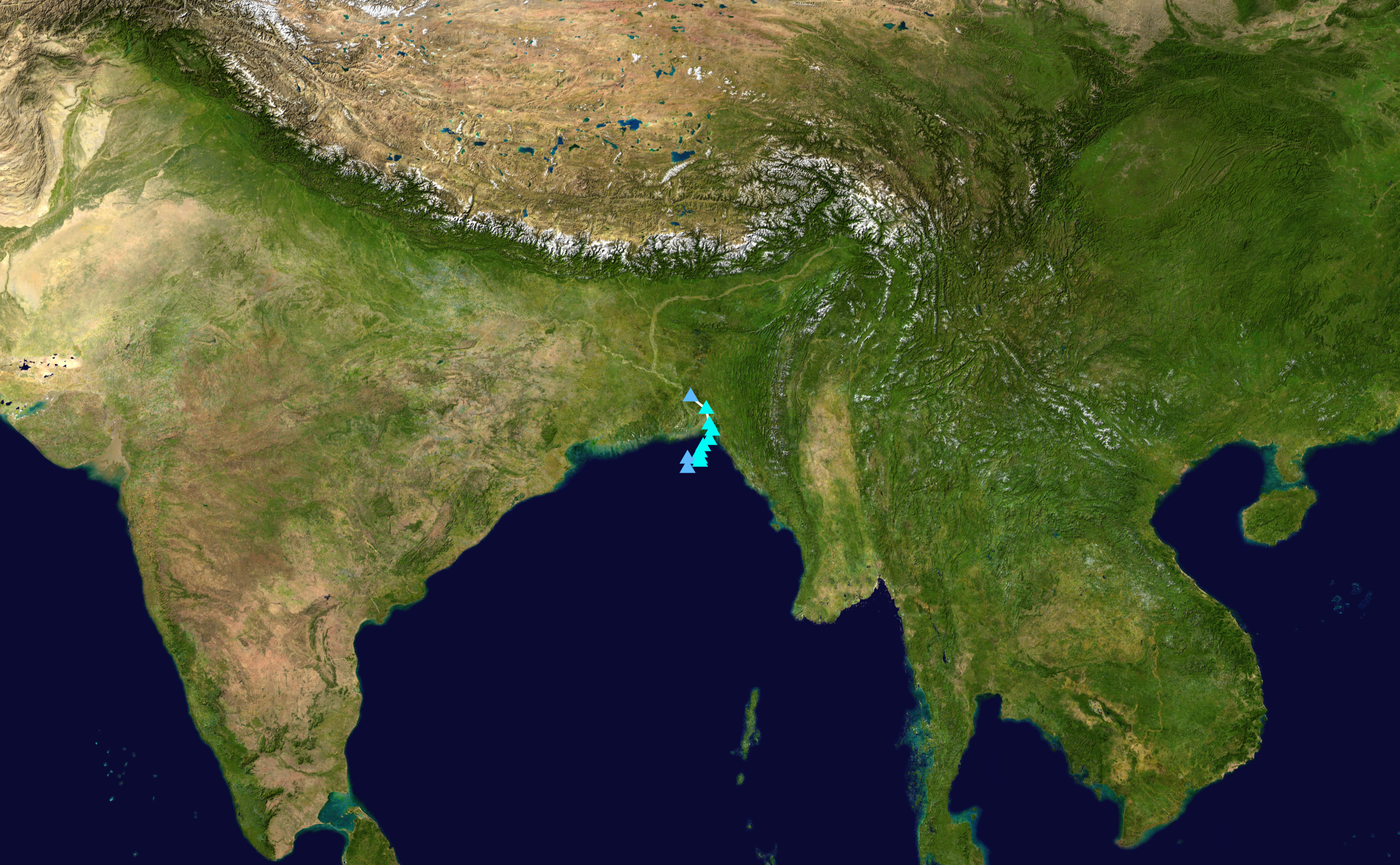
七月末至八月初气旋风暴科门路径图

- 12:00，23°06′N 85°30′E / 23.1°N 85.5°E：印度气象局宣布低气压科门退化成贾坎德邦、奥里萨邦北部、恰蒂斯加尔邦上空的低气压区[13]。

8月4日
- 03:00，22°42′N 80°30′E / 22.7°N 80.5°E：印度气象局宣布中央邦与相邻的恰蒂斯加尔邦上空形成LAND03号低气压，同时达到三分钟持续风速每小时45公里最高强度[13]。

8月5日
- 00:00，22°42′N 77°48′E / 22.7°N 77.8°E：印度气象局称LAND03号低气压在中央邦西南上空瓦解成低气压区[13]。

### 九月
9月16日
- 03:00，19°36′N 83°30′E / 19.6°N 83.5°E：印度气象局宣布低气压区在奥里萨邦南部上空形成LAND04号低气压[13]。

9月17日
- 03:00，21°00′N 79°30′E / 21.0°N 79.5°E：印度气象局称LAND04号低气压在马哈拉施特拉邦那格浦尔以东约50公里强化成强低气压，同时达到三分钟持续风力时速55公里最高强度[13]。

9月18日
- 03:00，20°42′N 77°00′E / 20.7°N 77.0°E：印度气象局宣布LAND04号强低气压在马哈拉施特拉邦奥兰加巴德东北约190公里消退成低气压[13]。

9月19日
- 03:00，21°00′N 74°30′E / 21.0°N 74.5°E：印度气象局称LAND04号低气压在马哈拉施特拉邦北部和相邻的中央邦西南部、 古吉拉特邦上空瓦解成低气压区[13]。

### 十月
10月7日
- 00:00，12°42′N 71°18′E / 12.7°N 71.3°E：联合台风警报中心宣布拉克沙群岛西北约230公里的低气压区形成第03A号热带低气压[15]

10月9日

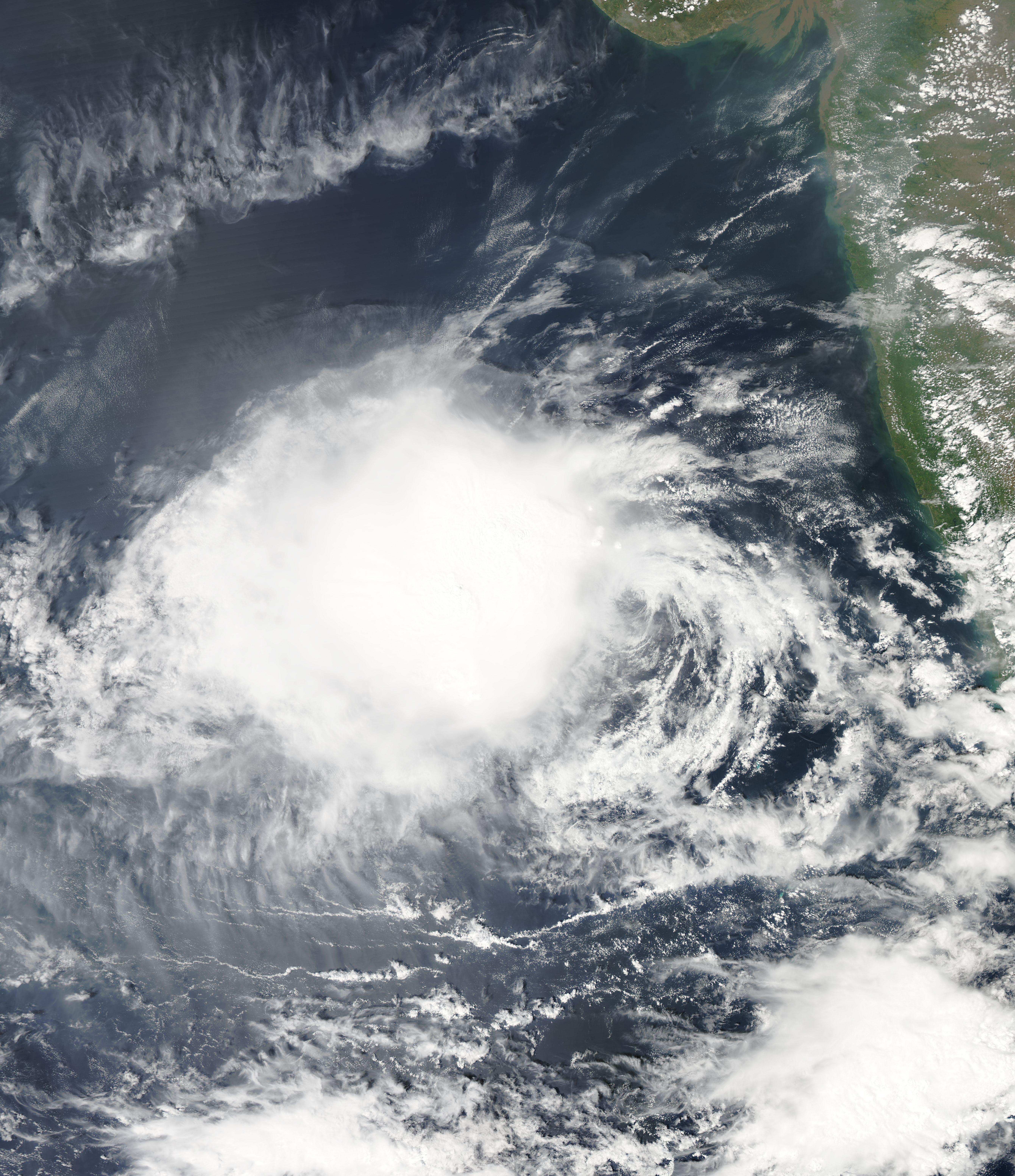
10月9日阿拉伯海上空的ARB03号低气压

- 00:00，14°00′N 70°18′E / 14.0°N 70.3°E：印度气象局宣布果阿邦以西约410公里形成ARB03号低气压[13]。
- 06:00，13°54′N 70°30′E / 13.9°N 70.5°E：联合台风警报中心把拉克沙群岛西北约385公里的第03A号热带低气压升级热带风暴，同时宣布气旋达到一分钟持续风速每小时65公里最高强度[15]。
- 12:00，14°18′N 70°12′E / 14.3°N 70.2°E：联合台风警报中心称第03A号热带风暴在果阿邦以西约410公里降级热带低气压[15]。
- 18:00，14°42′N 69°54′E / 14.7°N 69.9°E：印度气象局宣布果阿邦以西约430公里的ARB03号低气压增强为强低气压，同时达到三分钟持续风速每小时55公里最高强度[13]。

10月11日
- 00:00，15°36′N 69°12′E / 15.6°N 69.2°E：印度气象局称果阿邦以西约500公里的ARB03号强低气压减弱为低气压[13]。

10月12日
- 03:00，16°06′N 69°00′E / 16.1°N 69.0°E：印度气象局宣布ARB03号低气压在果阿邦以西约525公里瓦解成低气压区[13]。
- 06:00，15°54′N 69°18′E / 15.9°N 69.3°E：联合台风警报中心宣布第03A号热带低气压在果阿邦以西约490公里退化成低气压区并消散[15]。

10月27日
- 12:00，10°42′N 65°06′E / 10.7°N 65.1°E：联合台风警报中心称拉克沙群岛以西约775公里的低气压区形成第04A号热带低气压[16]。

10月28日
- 03:00，11°30′N 65°00′E / 11.5°N 65.0°E：印度气象局宣布拉克沙群岛以西约790公里形成ARB04号低气压[13]。
- 06:00，12°06′N 64°42′E / 12.1°N 64.7°E：联合台风警报中心把拉克沙群岛以西约830公里的第04A号热带低气压升级热带风暴[16]。
- 12:00，12°30′N 64°42′E / 12.5°N 64.7°E：印度气象局称ARB04号低气压在拉克沙群岛以西约835公里增强成强低气压[13]。

10月29日

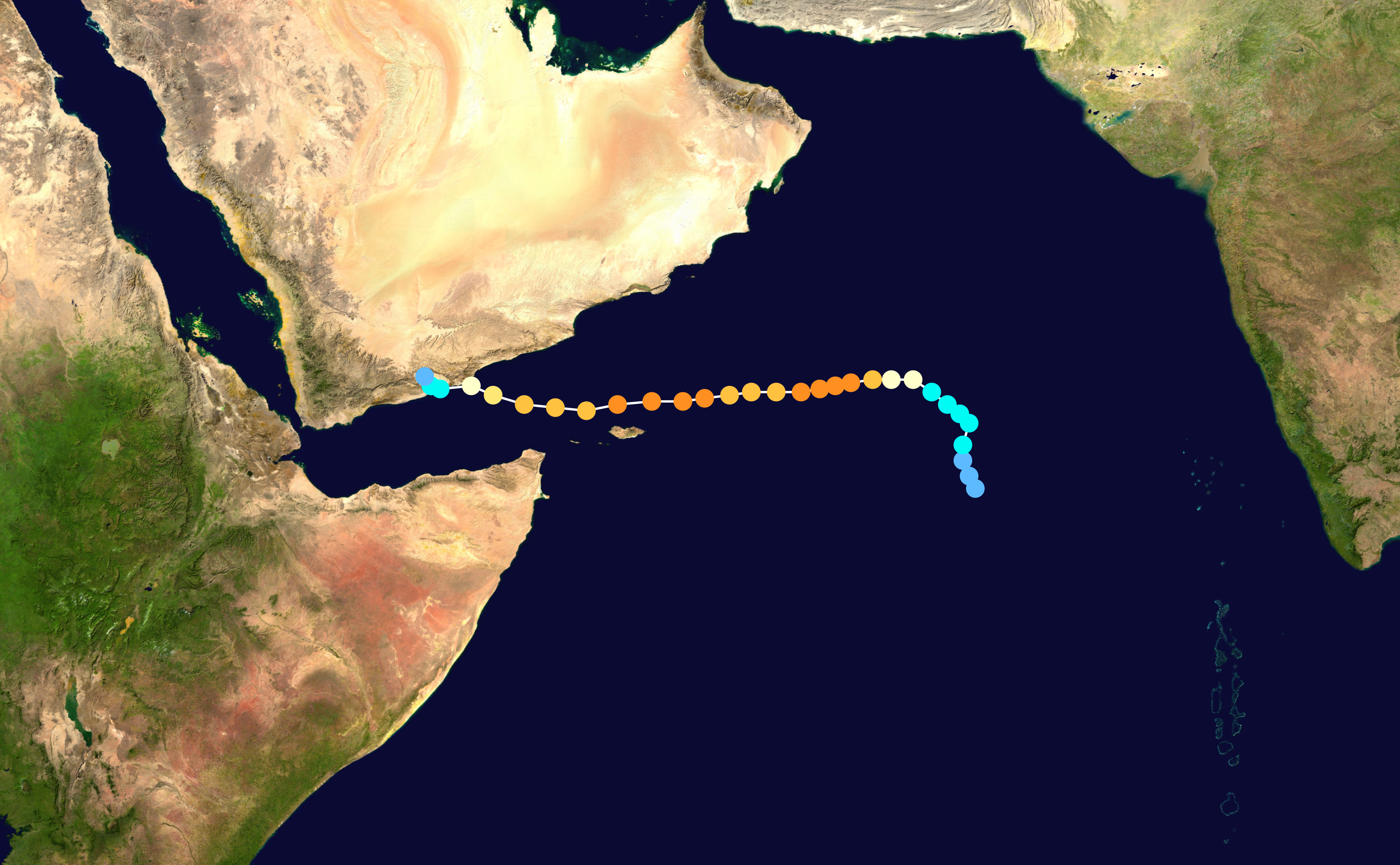
十月底至十一月初极强气旋风暴查帕拉的移动路线

- 00:00，13°42′N 64°18′E / 13.7°N 64.3°E：印度气象局把拉克沙群岛以西约915公里的ARB04号强低气压升级气旋风暴并起名“查帕拉”[13]。
- 09:00，14°00′N 63°30′E / 14.0°N 63.5°E：印度气象局宣布阿曼杜格姆东南约870公里的气旋风暴查帕拉强化成强烈气旋风暴[13]。
- 12:00，14°12′N 63°06′E / 14.2°N 63.1°E：联合台风警报中心把杜格姆东南约780公里的热带风暴查帕拉升为一级热带气旋[16]。
- 18:00，14°18′N 62°30′E / 14.3°N 62.5°E：印度气象局称强烈气旋风暴查帕拉在杜格姆东南约775公里达到特强气旋风暴标准[13]。

10月30日
- 00:00，14°18′N 61°48′E / 14.3°N 61.8°E：印度气象局宣布特强气旋风暴查帕拉在杜格姆东南约730公里升为极强气旋风暴[13]。
- 00:00，14°12′N 61°48′E / 14.2°N 61.8°E：联合台风警报中心称热带风暴查帕拉在杜格姆东南约735公里达到三级热带气旋范围[16]。
- 06:00，14°06′N 61°06′E / 14.1°N 61.1°E：联合台风警报中心宣布三级热带气旋查帕拉在杜格姆东南约695公里强化成四级热带气旋，同时达到一分钟持续风速每小时240公里最高强度[16]。
- 09:00，14°12′N 60°48′E / 14.2°N 60.8°E：印度气象局宣布杜格姆东南约675公里的极强气旋风暴查帕拉达到三分钟持续风速每小时210公里最高强度[13]。

10月31日
- 06:00，13°48′N 58°42′E / 13.8°N 58.7°E：联合台风警报中心称也门索科特拉岛以东约535公里的热带气旋查帕拉强度回落到三级热带气旋水平[16]。

### 十一月
11月1日

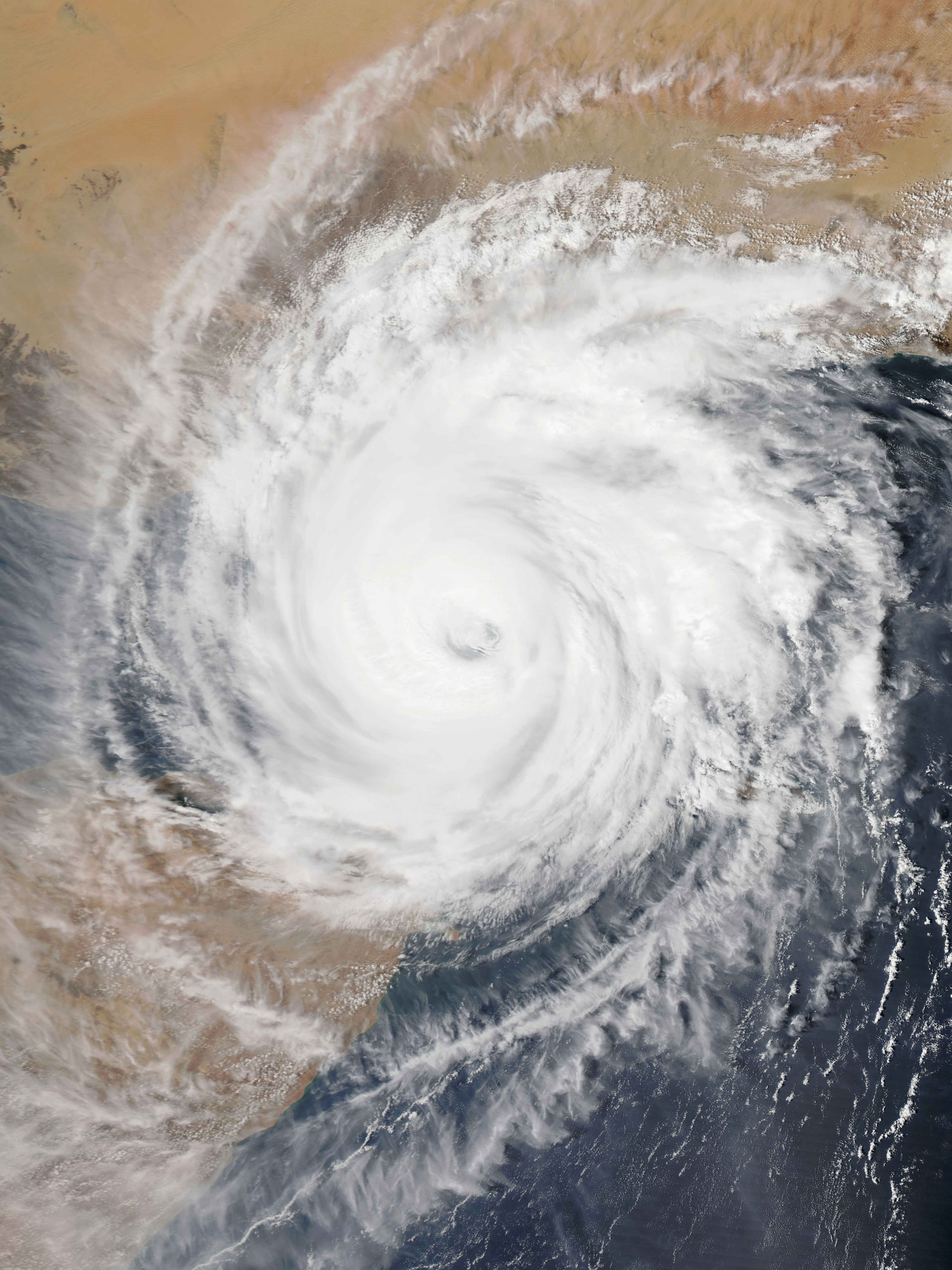
11月2日极强气旋风暴查帕拉逼近也门

- 00:00，13°36′N 56°24′E / 13.6°N 56.4°E：联合台风警报中心称索科特拉岛以东约290公里的热带气旋查帕拉再度增强成四级热带气旋[16]。
- 18:00，13°24′N 53°42′E / 13.4°N 53.7°E：印度气象局称极强气旋风暴查帕安以三分钟持续风速每小时185公里强度从索科特拉岛以北仅90公里掠过，是风暴距该岛最近的距离[13]。查帕拉至此成为1922年后首场在该岛产生飓风强度狂风的风暴[17]。

11月2日
- 00:00，13°12′N 52°36′E / 13.2°N 52.6°E；联合台风警报中心称热带气旋查帕拉在索科特拉岛东北约155公里减弱成三级热带气旋[16]。
- 12:00，13°24′N 50°30′E / 13.4°N 50.5°E：印度气象局宣布极强气旋风暴查帕拉在索马里邦特兰阿鲁拉减弱为特强气旋风暴[13]。

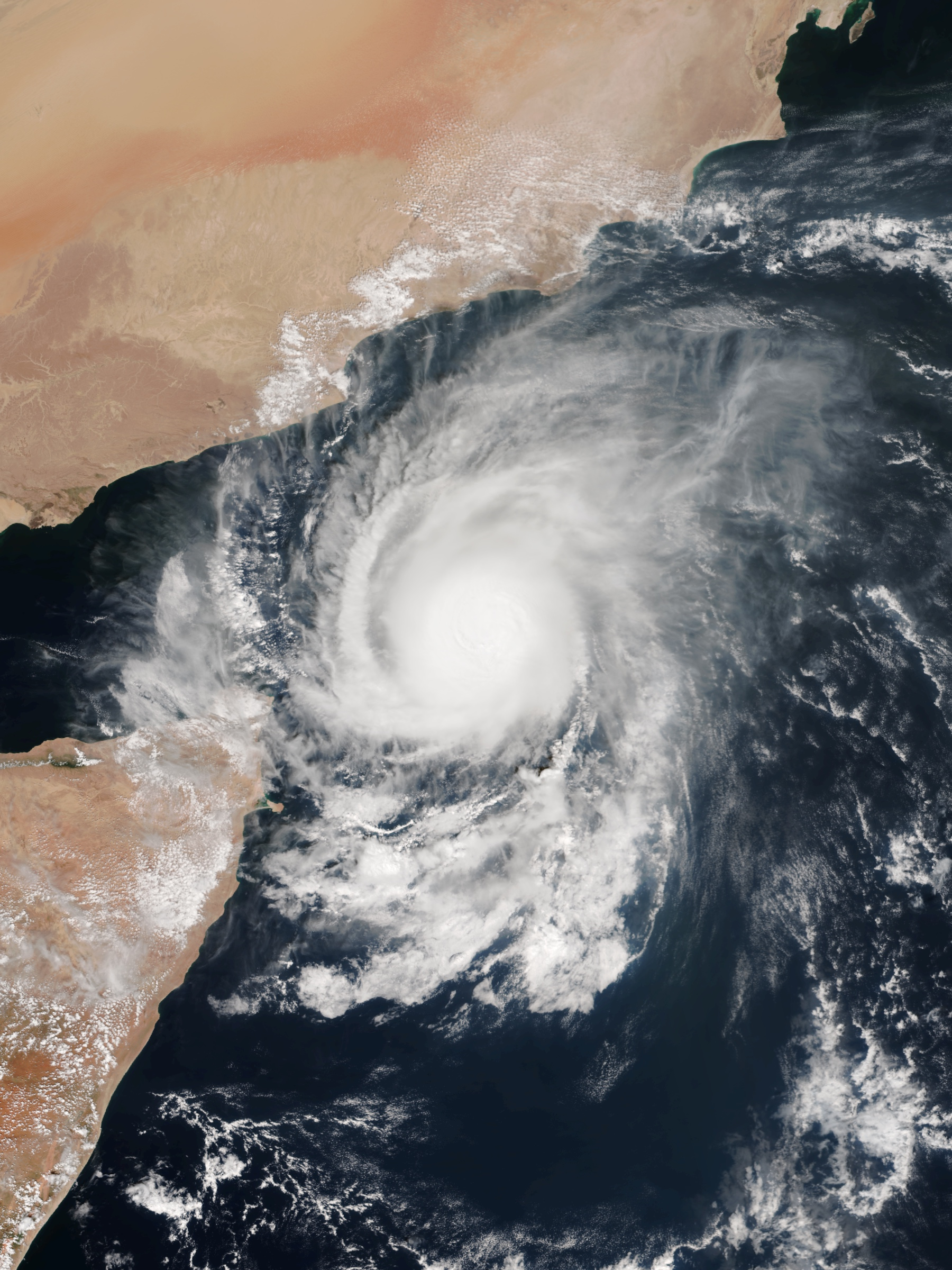
11月8日索科特拉岛北侧正处最高强度的极强气旋风暴梅格

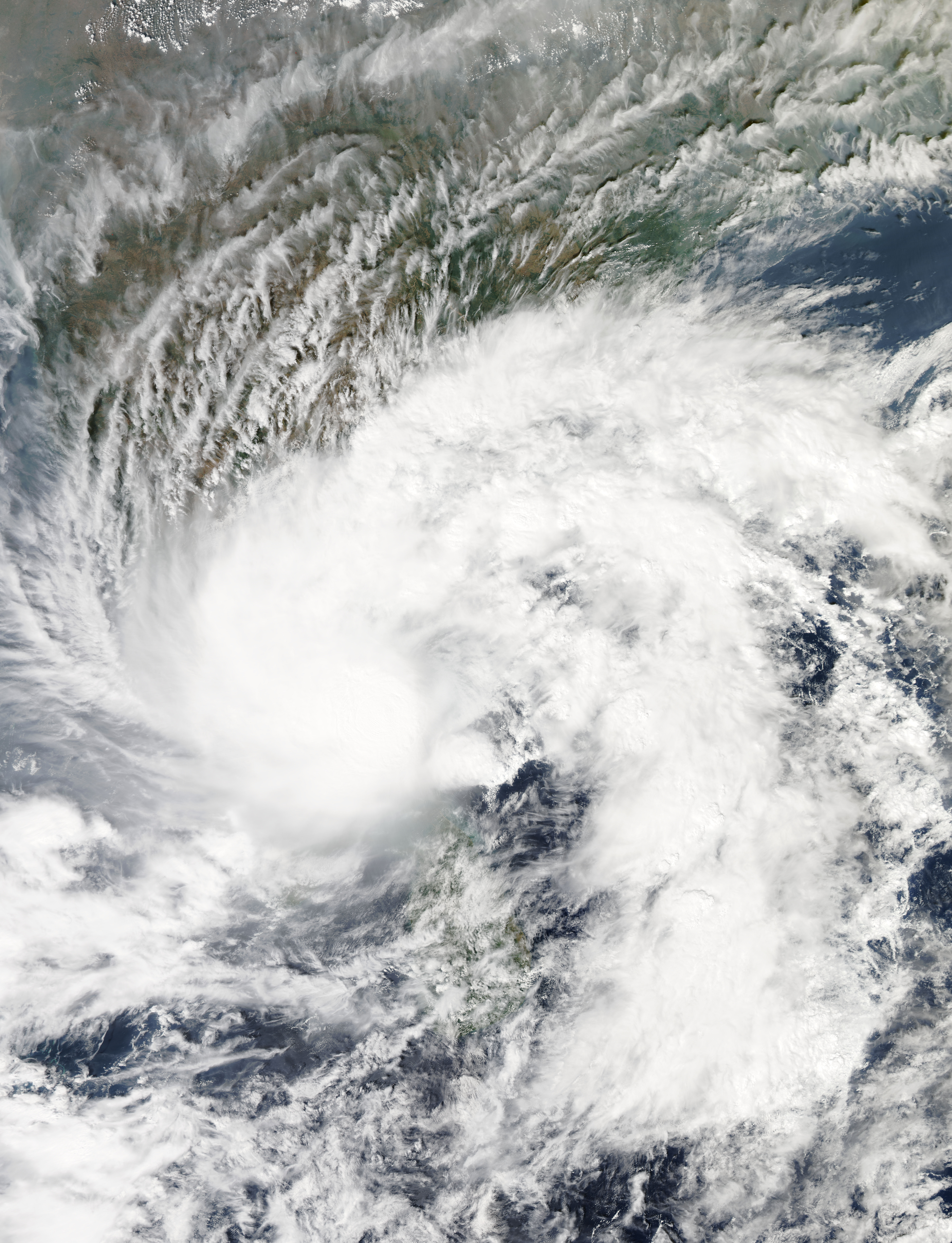
11月9日印度南岸近海的BOB03号强低气压

- 18:00，13°42′N 49°36′E / 13.7°N 49.6°E：联合台风警报中心称热带气旋查帕拉在也门穆卡拉以南约110公里降为二级热带气旋[16]。

11月3日
- 00:00，14°00′N 48°54′E / 14.0°N 48.9°E：联合台风警报中心称热带气旋查帕拉的强度回落到一级热带气旋标准[16]。
- 01:00至02:00，14°06′N 48°42′E / 14.1°N 48.7°E：印度气象局称特强气旋风暴查帕拉以三分钟持续风速每小时120公里强度登陆穆卡拉西南部[13]，查帕拉至今成为首个登陆也门本土时风速达飓风标准的风暴[8]。
- 03:00，14°12′N 48°24′E / 14.2°N 48.4°E：印度气象局称特强气旋风暴查帕拉在穆卡拉西南约110公里降级强烈气旋风暴[13]。
- 03:00，14°00′N 48°24′E / 14.0°N 48.4°E：联合台风警报中心宣布热带气旋查帕拉在穆卡拉西南约120公里减弱成热带风暴[16]。
- 06:00，14°12′N 47°48′E / 14.2°N 47.8°E：印度气象局称强烈气旋风暴查帕拉在穆卡拉以西约170公里降级气旋风暴[13]。
- 18:00，14°18′N 47°00′E / 14.3°N 47.0°E：印度气象局宣布也门舍卜沃省阿塔克东南约35公里的气旋风暴查帕拉降级强低气压[13]。
- 18:00，14°18′N 47°24′E / 14.3°N 47.4°E：联合台风警报中心称热带风暴查帕拉在阿塔克东南约70公里消退成热带低气压并消散[16]。

11月4日
- 00:00，14°48′N 46°30′E / 14.8°N 46.5°E：印度气象局称强低气压查帕拉在阿塔克西北约45公里瓦解成低气压[13]。
- 03:00，14°48′N 46°30′E / 14.8°N 46.5°E：印度气象局宣布低气压查帕拉在也门上空消退成低气压区[13]。
- 18:00，14°00′N 66°24′E / 14.0°N 66.4°E：联合台风警报中心宣布拉克沙群岛西北约720公里的低气压区形成第05A号热带低气压[18]。

11月5日

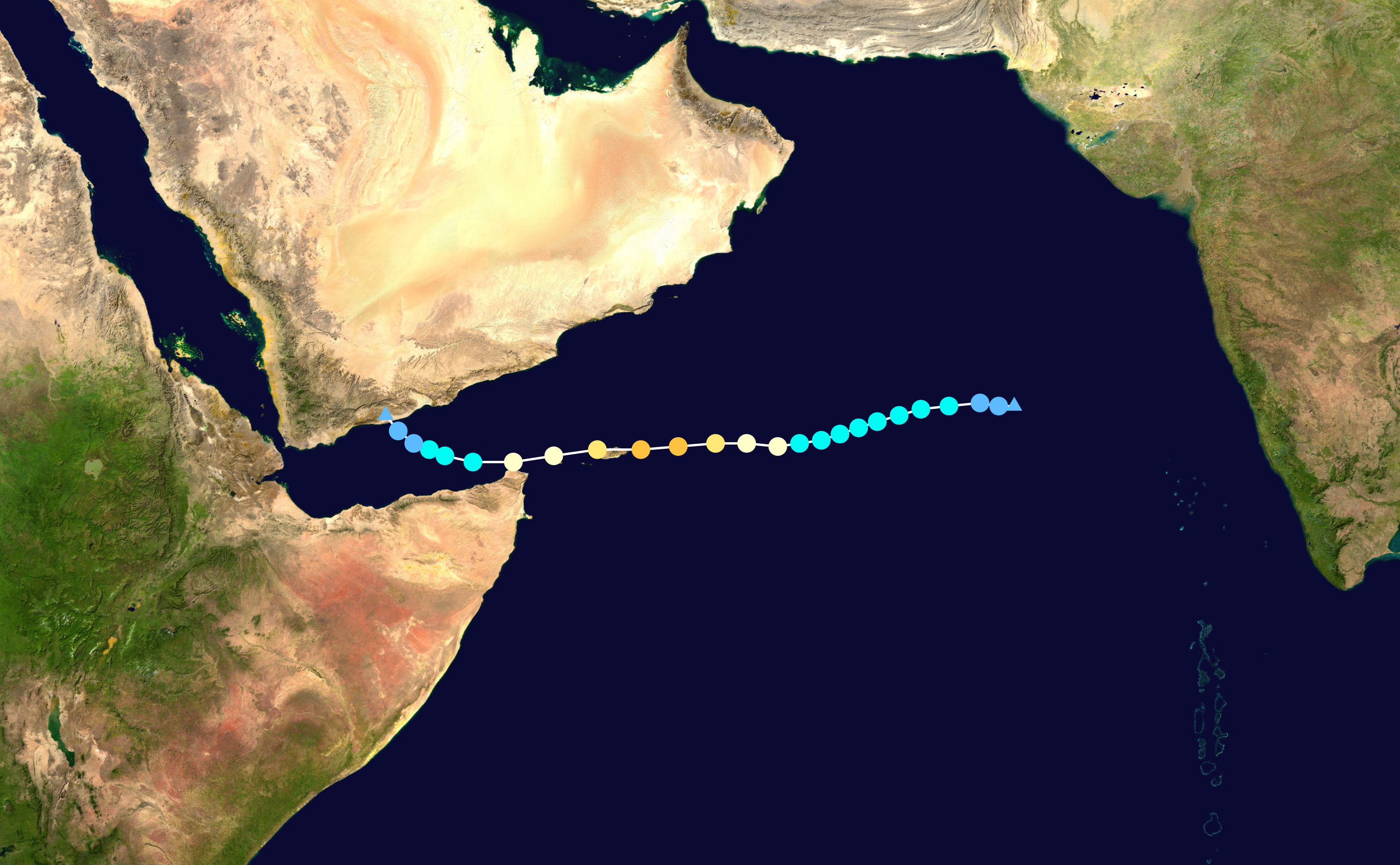
11月上旬极强气旋风暴梅格路径图

- 00:00，14°06′N 66°00′E / 14.1°N 66.0°E：印度气象局宣布拉克沙群岛西北约765公里形成ARB05号低气压[13]。
- 06:00，14°06′N 64°48′E / 14.1°N 64.8°E：印度气象局称ARB05号低气压在拉克沙群岛西北约880公里强化成强低气压[13]。
- 06:00，14°00′N 64°48′E / 14.0°N 64.8°E：联合台风警报中心把拉克沙群岛西北约875公里的第05A号热带低气压升级热带风暴[18]。
- 12:00，14°00′N 64°00′E / 14.0°N 64.0°E：印度气象局把杜格姆东南约910公里的ARB05号强低气压升级热带风暴并取名“梅格”[13]。

11月7日
- 06:00，12°42′N 59°12′E / 12.7°N 59.2°E：印度气象局宣布气旋风暴梅格在索科特拉岛以东约575公里升级强烈气旋风暴[13]。
- 06:00，12°42′N 59°18′E / 12.7°N 59.3°E：联合台风警报中心称热带风暴梅格在索科特拉岛以东约585公里增强成一级热带气旋[18]。
- 15:00，12°36′N 57°54′E / 12.6°N 57.9°E：印度气象局把索科特拉岛以东435公里的强烈气旋风暴梅格升为特强气旋风暴[13]。
- 18:00，12°48′N 57°18′E / 12.8°N 57.3°E：联合台风警报中心宣布热带气旋梅格在索科特拉岛以东约370公里强化为二级热带气旋[18]。

11月8日
- 00:00，12°42′N 56°06′E / 12.7°N 56.1°E：联合台风警报中心称热带气旋梅格在索科特拉岛以东约240公里强化成三级热带气旋[18]。
- 03:00，12°42′N 55°30′E / 12.7°N 55.5°E：印度气象局称特强气旋风暴梅格在索科特拉岛以东约175公里达到极强气旋风暴标准[13]。
- 03:00，10°42′N 83°42′E / 10.7°N 83.7°E：印度气象局宣布斯里兰卡亭可马里东北约360公里的低气压区形成BOB03号低气压[13]。
- 06:00，12°42′N 54°54′E / 12.7°N 54.9°E：印度气象局称极强气旋风暴梅格在索科特拉岛以东约110公里达到三分钟持续风速每小时175公里最高强度[13]。
- 06:00，12°36′N 54°54′E / 12.6°N 54.9°E：联合台风警报中心宣布热带气旋梅格在索科特拉岛以东约110公里达到一分钟持续风速每小时200公里最高强度[18]。
- 06:00至12:00，12°42′N 54°12′E / 12.7°N 54.2°E：印度气象局称极强气旋风暴梅格以三分钟持续风速每小时175公里登陆索科特拉岛北岸[13]。
- 12:00，12°36′N 53°30′E / 12.6°N 53.5°E：联合台风警报中心称索科特拉岛以西约45公里的热带气旋梅格强度回落到二级热带气旋标准[18]。
- 18:00，11°12′N 81°24′E / 11.2°N 81.4°E：印度气象局宣布印度本地治里市东南约195公里的BOB03号低气压增强成强低气压，同时达到三分钟持续风速每小时55公里最高强度[13]。
- 18:00，12°24′N 52°06′E / 12.4°N 52.1°E：联合台风警报中心称阿鲁拉以东约155公里的热带气旋梅格弱化成一级热带气旋[18]。

11月9日
- 00:00，12°18′N 51°00′E / 12.3°N 51.0°E：印度气象局称极强气旋风暴梅格在阿鲁拉东北仅45公里掠过并降为强烈气旋风暴，是距索马里最近的时刻[13]。
- 06:00，12°12′N 49°30′E / 12.2°N 49.5°E：联合台风警报中心称热带气旋梅格在阿鲁拉以西约140公里降级热带风暴[18]。
- 14:00，12°12′N 80°00′E / 12.2°N 80.0°E：印象气象局称BOB03号强低气压以三分钟持续风速每小时55公里强度登陆泰米尔纳德邦马拉卡纳姆附近[13]。
- 21:00，12°42′N 46°48′E / 12.7°N 46.8°E：印度气象局称特强气旋风暴梅格在也门亞丁以东约200公里消退成强烈气旋风暴[13]。

11月10日
- 00:00，12°48′N 47°36′E / 12.8°N 47.6°E：联合台风警报中心称热带风暴梅格在阿塔克东南约210公里减弱成热带低气压[18]。
- 03:00，13°06′N 46°12′E / 13.1°N 46.2°E：印度气象局称强烈气旋风暴梅格在亚丁以东约130公里弱化成气旋风暴[13]。
- 03:00，12°24′N 79°18′E / 12.4°N 79.3°E：印度气象局宣布BOB03号强低气压在本地治里市西北约75公里降级低气压[13]。
- 06:00，13°18′N 46°06′E / 13.3°N 46.1°E：印度气象局称气旋风暴梅格在亚丁以东约125公里消退成强低气压[13]。
- 06:00，12°24′N 79°18′E / 12.4°N 79.3°E：印度气象局称BOB03号低气压在泰米尔纳德邦北部上空瓦解成低气压区[13]。
- 09:00，13°24′N 46°06′E / 13.4°N 46.1°E：印度气象局称强低气压梅格以三分钟持续风速55公里强度从劳代尔东南约60公里登陆也门本土[13]。
- 12:00，13°36′N 46°30′E / 13.6°N 46.5°E：印度气象局宣布强低气压梅格在劳代尔东南约85公里降级低气压[13]。
- 12:00，13°42′N 46°42′E / 13.7°N 46.7°E联合台风警报中心称热带低气压梅格在劳代尔以东约90公里瓦解成低气压区并消散[18]。
- 18:00，13°36′N 46°30′E / 13.6°N 46.5°E印度气象局宣布低气压梅格在也门上空消退成低气压区[13]。